# La mia felicità
La mia felicità è un singolo del cantante italiano Fabio Rovazzi, pubblicato il 24 giugno 2021.
Il brano è stato usato come colonna sonora dello spot telefonico Di Più di Fiorello per Wind Tre con il 5G.

## Descrizione
Il singolo è stato realizzato con la collaborazione di Eros Ramazzotti e prodotto da Simon Says.

## Video musicale
Il videoclip, diretto dallo stesso Rovazzi, è un cortometraggio di circa 5 minuti. Al video prendono parte Gerry Scotti, Luca Ward, Dani Faiv, Eros Ramazzotti e Lillo. Grazie alla collaborazione con l'azienda videoludica Activision, nel video è presente una figura di Rovazzi nel videogioco FPS Call of Duty.

## Classifiche

### Classifiche settimanali
| Classifica (2021) | Posizione massima |
| ----------------- | ----------------- |
| Italia            | 74                |
| Italia (airplay)  | 8                 |

## Tracce
Testi di Fabio Piccolrovazzi, Lorenzo Urciullo e Antonio Di Martino, musiche di Fabio Piccolrovazzi, Lorenzo Urciullo, Antonio Di Martino e Simone Privitera.
1. La mia felicità (feat. Eros Ramazzotti) – 2:50